# Tatarimokke
A tatarimokke (japán szillabáriummal 祟り蛙, fonetikusan たたりもっけ) a japán mitológia jókaija: egy halott kisgyermek (egyes legendákban felnőtt) lelke, amely egy bagolyba költözött. Külalakra nem különbözik a közönséges baglyoktól.

## Etimológia
A tatari jelentése átok, a mokke pedig egyes északi dialektusokban csecsemőt jelent, így a szó jelentése „elátkozott gyermek”.

## Legendái
Egyes helyeken (például a Kitacugaru körzetben) úgy vélik, hogy minden elhunyt kisgyermek lelkéből tatarimokke lesz. A régi japánok a csecsemőket nem tekintették teljes értékű embernek, így haláluk esetén nem temetőbe, hanem a ház alatti vagy a ház körüli földbe helyezték. A gyermek lelke ezután kiszabadult és megszállt egy baglyot, ezért az olyan családok, akik nemrég elveszítettek egy gyermeket, különös tiszteletet tanúsítanak a ház körüli baglyok iránt (hasonlót, mint a zasiki varasi jókaiokkal szemben), azok pedig békésen viselkednek. A bagoly huhogását állítólag a gyermek szelleme hozza létre.
Más hiedelmek szerint a tatarimokke egy haragvó szellem, amely a megölt vagy temetetlen gyermekek és az elhajtott magzatok lelkéből lesz. Az általuk kísértett helyeken az emberek furcsa jelenségeket láthatnak (például lebegő tűzgolyókat), hátborzongató hangokat hallhatnak, és felkavaró gondolatok marcangolják őket.
Ismét más helyeken (például a Nisicugaru körzetben) úgy tartják, hogy a tatarimokke nem egy gyermek, hanem egy különösen erőszakos módon megölt ember bosszúálló lelke. Ez a tatarimokke nemcsak gyilkosát átkozza el, hanem annak családját is nemzedékeken keresztül kísérti.

## A popkultúrában
Megjelenik az InuYasha manga és anime egy részében, és a Nioh videójátékban.